# 奧桑 (路易斯安那州)
奧桑（英語：Ossun）是位於美國路易斯安那州拉法葉堂區的一個普查規定居民點。

## 人口
根據2020年美國人口普查的數據，奧桑的面積為8.79平方千米，當中陸地面積為8.79平方千米，而水域面積為0.00平方千米。當地共有人口2145人，而人口密度為每平方千米244.03人。